# Analyst
Analyst (abreviatura Analyst) és una important revista científica dedicada a la química analítica. És publicada des del 1876 per la Royal Society of Chemistry britànica. Inicialment s'anomenava The Analyst. El seu factor d'impacte és 4,107 el 2014. Ocupa la 7a posició de qualitat de revistes dedicades a la química analítica en el rànquing SCImago; la 5a en electroquímica i la 9a en espectroscopia.
Analyst publica articles sobre química analítica de les següents àrees: En bioanalítica publica articles sobre reconeixement molecular, metodologies i tècniques d'anàlisi bioquímics, immunològics i genètics, dispositius miniaturitzats per a diagnòstic, biosensors, biomarcadors, biomaterials i bioinformàtica; en nanociència analítica inclou el desenvolupament de mètodes analítics i tècniques de la nanociència i tecnologia, caracterització i aplicació de nanoestructures per a la detecció, biosensors i diagnòstics clínics; i en l'àrea d'anàlisi de sistemes avançats dona cabuda a investigacions avançades de sistemes analítics d'avantguarda i desenvolupament de mètodes, incloent l'anàlisi de sistemes, anàlisi multidimensional i teoria i modelització.